# Вісайські острови
Віса́йські острови (Вісаї; тагал. Visayas, англ. Visayas) — одна з трьох острівних груп, складових Філіппін. Іншими є розташований на північ Лусон з прилеглими до нього островами, а також розташований на південь Мінданао.

## Географія
Основними островами Вісайського архіпелагу є:
- Бохоль
- Себу
- Лейте
- Негрос
- Панай
- Самар

2005 року острів Палаван було приєднано до регіону VI (Західні Вісаї) за виконавчим наказом 429. Проте ця реорганізація була відкладена. Тож Палаван наразі належить до регіону IV-B (стан: січень 2017).

## Населення
На островах проживають народи вісая, носії бісайських мов.
За переписом 2010 року на островах проживає 18 003 940 осіб.

## Адміністративний поділ

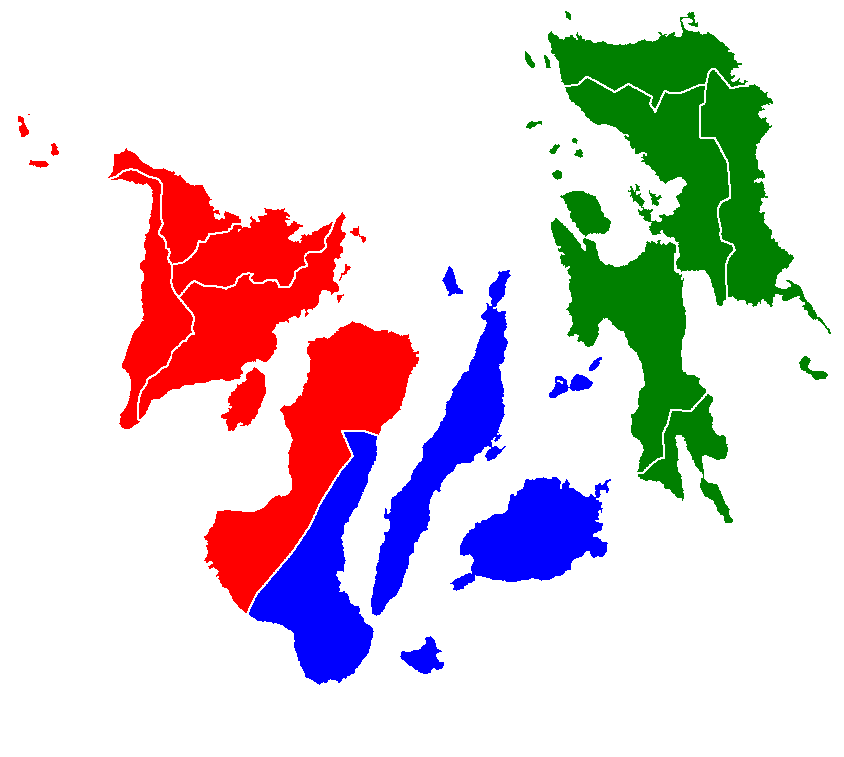
Адміністративна мапа Вісайського архіпелагу.
Західні Вісаї
Центральні Вісаї
Східні Вісаї
Негрос

Вісайські острова поділені на 4 регіони, кожний з яких у свою чергу складається з кількох провінцій:
- Західні Вісаї (Регіон VI)
  - Аклан
  - Антіке
  - Гуймарас
  - Ілоіло
  - Капіз
- Центральні Вісаї (Регіон VII)
  - Бохоль
  - Себу
  - Сікіхор
- Східні Вісаї (Регіон VIII)
  - Біліран
  - Східний Самар
  - Лейте
  - Самар
  - Північний Самар
  - Південний Лейте
- Острівний регіон Негрос
  - Західний Негрос
  - Східний Негрос